# Isla Taro
La isla Taro es una pequeña isla de las Islas Salomón con 507 habitantes. Es la capital de la provincia de Choiseul y está ubicada en la bahía de Choiseul frente a la costa noroeste.
La isla Taro alberga el aeropuerto de Choiseul Bay, servido por Solomon Airlines con vuelos a Gizo y otros destinos.
En septiembre de 2012 se inició la construcción de un proyecto de viviendas para la policía. El proyecto será supervisado por la junta policial de la provincia de Choiseul y fortalecerá la presencia policial en la isla.
La isla es vulnerable al aumento del nivel del mar. En 2016, John A. Church, Colin Woodroffe y otros investigadores australianos de CSIRO predijeron que la isla Taro se convertiría en la primera capital provincial a nivel mundial en reubicar residentes y servicios debido a la amenaza del aumento del nivel del mar.